# San Andres
San Andres é um município de  quarta classe de renda municipal (d) na província Quezon, nas Filipinas. De acordo com o censo de 1 de maio  de  2020 possui uma população de 37 454 pessoas e 9 199 domicílios.